# シャナ (妖精)
シャナ (Xana) とは、スペインやフランスに住んでいると言われている伝承上の存在（妖精）である。

## 伝説
伝説によれば、スペインやフランスにある洞窟、またはそのような場所にある泉の底に、クエレブレ (Cuélebre) という竜が住んでいると言われている。
クエレブレには雌雄の区別が存在するが、シャナと関係するのは雄の方である。クエレブレの雄は、獰猛で人間を食べるとされている一方で、美しいものが好きであるという側面も持っている。
ある時クエレブレの雄が住んでいた洞窟に、強引な求婚者に追われた金髪の乙女が逃げ込んできた。この金髪の乙女の名がシャナである。普通であれば人間である彼女は食べられてしまうはずだったが、そこに住んでいたクエレブレの雄はこの乙女に一目惚れした。クエレブレの雄は「シャナさえ一緒にいてくれれば他には何も望まない」と言い、シャナはこの願いを聞き入れたため、クエレブレの雄の力によって長き時を生きられる存在へと転生したとされている。以降この2人は洞窟で暮らしており、月夜には2人の住む洞窟から歌声が聞こえると言われている。

## 関連書籍
- 三原幸久 著「スペイン 解説」、竹原威滋、丸山顯德編著 編『世界の龍の話』（初版）三弥井書店〈世界民間文芸叢書 別巻〉、1998年7月10日、197-198頁。ISBN 978-4-8382-9043-7。